# Шумада, Иван Владимирович
Иван Владимирович Шумада (21 июня 1920, Кузьминчик) — советский ортопед-травматолог, доктор медицинских наук, профессор (с 1972 года).

## Биография
Родился 21 июня 1920 года в селе Кузьминчик (ныне Чемеровецкого района Хмельницкой области) в крестьянской семье. В Кузьминчике окончил четыре класса школы, в Ольховцах — семилетнюю школу, затем учился в Гусятине. После окончания средней школы в 1938 году поступил в Винницкий медицинский институт, где проучился до 1941 года. С началом Великой Отечественной войны добровольно вступил в ряды Красной армии, где с первых дней и до конца войны прослужил военфельдшером в разных подразделениях (связистов,
разведчиков, других частей), которые принимали участие в боевых действиях на Западном, Сталинградском, Центральном и Белорусском фронтах. По окончании войны некоторое время находился с группой оккупационных войск в Германии, а после демобилизации в 1946 году продолжил медицинское образование с 4-го курса Киевского медицинского института имени А.  А.  Богомольца, который окончил в 1948 году. Затем поступил в клиническую ординатуру Украинского научно-исследовательского института ортопедии и травматологии, где учился под руководством профессоров Г.  Е.  Фруминой, А.  Г.  Елецкого, доцента К.  М.  Климова и других. Одновременно работал в Министерстве здравоохранения СССР в должности начальника отдела распределения медицинских кадров. В 1954-1958 годах работал сначала инструктором, затем заведующим сектором здравоохранения в ЦК Компартии Украины. В 1956 году защитил кандидатскую диссертацию на тему: «Хирургическое лечение больных с застарелым травматическим вывихом бедра». В 1958 году был назначен на должность заместителя Министра здравоохранения УССР, ответственным за кадры, и членом Коллегии Министерства, где работал до 1969 года. В 1965 году получил ученое звание доцента.
В 1959 году, как делегат от СССР, принимал участие в работе XIV Сессии Генеральной Ассамблеи ООН, выступал с докладами, публиковались в отечественной и зарубежной прессе. В 1966 году возглавлял делегацию Министерства
здравоохранения СССР по вопросам оказания медицинской помощи населению Алжирской Народной Демократической Республики, выполнял другие задания.
В 1969 году назначен директором Киевского научно-исследовательского института травматологии и ортопедии. В 1970 году защитил докторскую диссертацию на тему: «Остеосинтез медиальных переломов шейки бедра костными гомо- и гетеротрансплантатами».

## Научные труды
- «Травматологические вывихи бедра и их лечение», 1959;
- «Закрытые повреждения тазобедренного сустава», 1969.

## Награды
Заслуженный врач УССР (1959; за значительный вклад в развитие здравоохранения, медицинской науки и подготовку кадров в УССР), заслуженный деятель науки Украины, лауреат Государственной премии Украины в области науки и техники (1996; за разработку и внедрение в медицинскую практику реконструктивно-восстановительных операций на крупных суставах при их повреждении и ортопедических заболеваниях).
Награжден орденами Красной Звезды, Отечественной войны II степени, тремя орденами Трудового Красного Знамени (1961, 1966, ????), орденами Дружбы народов, Богдана Хмельницкого, 18-ю медалями. Ему пожизненно назначена стипендия Президента Украины.